# Casiano Arce Vásquez
Casiano Arce Vásquez (Santiago, 1783-Parral, 1841), hijo de don Miguel de Arce Estuart, y doña María Josefa Vásquez. Hermano de los ex parlamentarios: Ramón, Estanislao y Pedro. Casado en Parral, con María Antonieta de Urrutia y Vivanco, hermana del exparlamentario Domingo Urrutia y Vivanco.
Propietario de tierras en las haciendas Virguín y Los Cardos, por herencia paterna. Se dedicó a sacar provecho agrícola mientras sus hermanos estudiaban Leyes y dedicaban a la política, área en la que incursionó a partir de 1825.
Elegido Diputado por Linares y Parral por seis períodos consecutivos (entre 1825 y 1837).

## Historial electoral
- Elección presidencial interina de 1826[1]